# Chaetosciara marauasi
Chaetosciara marauasi är en tvåvingeart som först beskrevs av Lane 1959.  Chaetosciara marauasi ingår i släktet Chaetosciara och familjen sorgmyggor. Inga underarter finns listade i Catalogue of Life.